# 富山市立芝園中学校
富山市立芝園中学校（とやましりつ しばぞのちゅうがっこう）は、富山県富山市にある中学校。2007年度（平成19年度）は、新校舎建設のため、統合により廃校となった富山市立安野屋小学校の旧校舎を仮校舎として利用していた。

## 特徴
- 1934年に神通グラウンドとして開場し、1948年に5000人収容のスタンドを備えた野球場に改装され1952年に閉鎖された富山神通球場の跡地に所在する[2]。
- 県都である富山市の中央部に位置している。
- 校舎は富山市立芝園小学校と共用している[3]。

## 歴史
個別に出典が提示されていない箇所の出典→。
- 1947年4月8日 学制改革により県下にさきがけ、旧神通中学校にて開校式を行う。
初代校長は石井逸太郎（官立富山高校教授より着任）。新入生440名で、当時は7学級であった。
- 1948年9月 富山師範学校跡に移転。
- 1951年
  - 11月 校歌制定。
  - 同年中 - 文部省（現・文部科学省）からもモデルスクールに指定される[5]。
- 1953年1月14日 鉄筋コンクリート造3階建ての初代校舎（第1期工事）竣工[5]。
- 1953年3月 現校舎に移転。旧校舎は富山市立南部中学校となる。
- 1959年9月 校旗樹立。
- 1961年12月 独立した図書館が完成。廣徳図書館と命名される。
- 1963年7月 プール（公認）竣工。游龍（あるいは、芝園プール）と命名される。
- 1965年4月 特殊学級開設。
- 1968年4月 技術室（木工、電気、金工、機械室）竣工。
- 2006年5月1日 校舎建て替えのため旧安野屋小学校の仮校舎に移転[6]。
- 2008年4月 富山市立芝園小学校と共用の新校舎完成[6]。

## 校区
- 富山市立芝園小学校または選択制にて富山市内の小学校からも登校している生徒もいる[7]。

## 著名な出身者
- 田中耕一 - ノーベル化学賞受賞者
- 舘野俊祐 - プロサッカー選手、東京ヴェルディMF、DF

## その他
- 映画「螢川」の舞台として利用されたことがある。
- 校歌は山田耕筰によって作曲された。
- 平成26年度文化活動発表会にて、トランペット奏者の古田俊博と作曲家兼ピアノ演奏者の立原勇を招き、クラシックコンサートや吹奏楽部との共演などもした。